# 단노와촌
단노와촌(일본어: 淡輪村)은 일본 오사카부 히네군·센난군에 설치되었던 촌이다. 현재의 미사키정 동부에 해당한다.